# Saison 1 du Lycée
Cet article présente le guide des épisodes de la première saison de la série télévisée Le Lycée.

## Épisode 1Le Plus Beau Métier du monde
- France : 27/09/2000

## Épisode 2:Affaires de femme
- France :27/09/2000

## Épisode 3:Le Jour des masques
- France :04/10/2000

## Épisode 4:Aiguisés comme une lame
- France : 04/10/2000

## Épisode 5:Procès d'intention
- France :11/10/2000

## Épisode 6:Et la vie continue
- France :11/10/2000